# Gbagbam
Gbagbam est une localité du sud de la Côte d'Ivoire, et appartenant au département de [Fresco], [Région du Gbôklè]. La localité de Gbagbam est un chef-lieu de commune. La localité est peuplée essentiellement de Godiés.